# Pelatge castany
|  | No s'ha de confondre amb pelatge bai. |

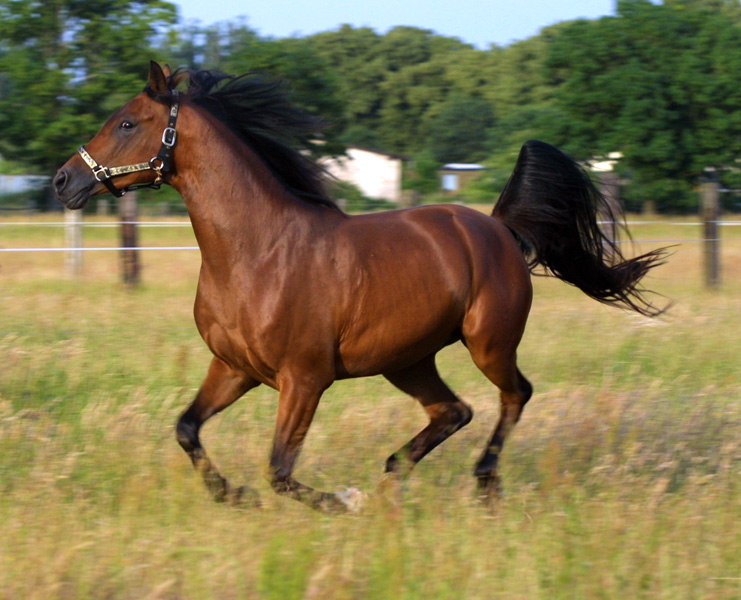
Pelatge castany.

El pelatge castany (o en certs casos pelatge bai) és un pelatge que presenta els pèls del cos de color castany i les "puntes" (cua, crinera, extrems inferiors de les potes i vora de les orelles) negres. És un pelatge freqüent en els cavalls.
Els dos termes que designen el pelatge castany (castany, bai) tenen aspectes que cal considerar. El "castany" terme de pelatge coincideix amb el nom del color, a partir del color dels pèls del cos i de la pellofa del fruit del castanyer. L'equivalent en castellà ("caballo castaño", "capa castaña") i portuguès ("castanho") no presenta problemes de traducció. Contràriament, el "chestnut" anglès - que indica el pelatge "alatzà"- sí que és problemàtic. El terme "bai" català coincideix amb el francès "bai", l'anglès "bay" i l'italià "baio". Però no amb el castellà "bayo" que designa (des del "Llibre de la menescalia" de Dieç) el pelatge falb crema.

## Aspectes genètics
A partir dels gens extensió (E) i agutí (A) és possible explicar una versió simplificada de les causes genètiques del pelatge castany. Els al·lels extensió són E i e. Un cavall pot ser EE, Ee o bé ee. Els al·lels agutí (simplificant) poden ser A i a.
Un caval pot ser AA, Aa o aa. Descartant les versions ee (que donen alatazà) i aa (que són no-agutí), totes les combinacions restants impliquen pelatges castanys. En forma resumida el genotip del pelatge castany s'escriu E_A_.

## Tonalitats
Els pelatges castanys poden presentar-se en tonalitats molt diferents.
La tonalitat mitjana correspon al color de la closca del fruit del castanyer. Hi ha pelatges més clars i més foscos. Els castanys més foscos s'assemblen molt als pelatges negres o bruns.
A més de la intensitat o grau de foscor hi ha diversos graus de color possibles. Hi ha castanys amb pèls de color roig intens, altres amb una tonalitat carbassa, altres de color semblant al de la canyella,...En tots els casos la cua i la crinera són negres.

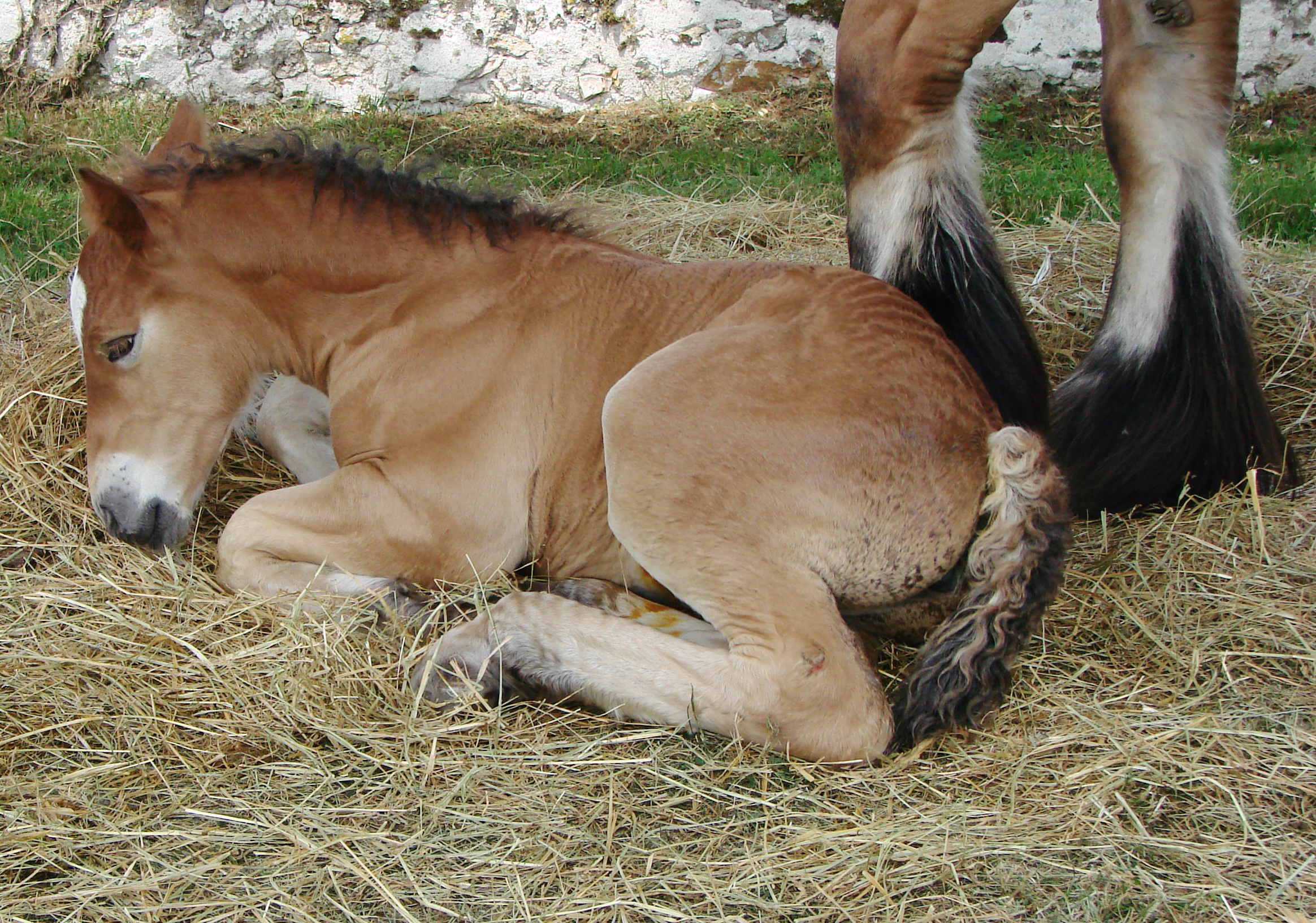
Els pollins castanys poden néixer amb crins i extremitats més clares
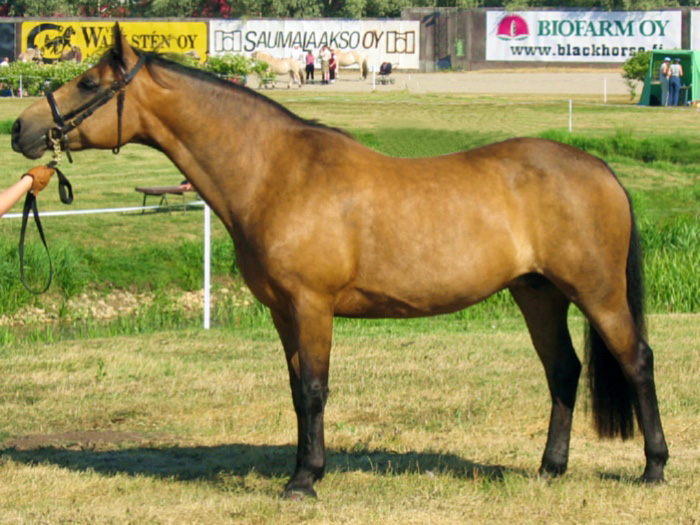
Pèl castany clar
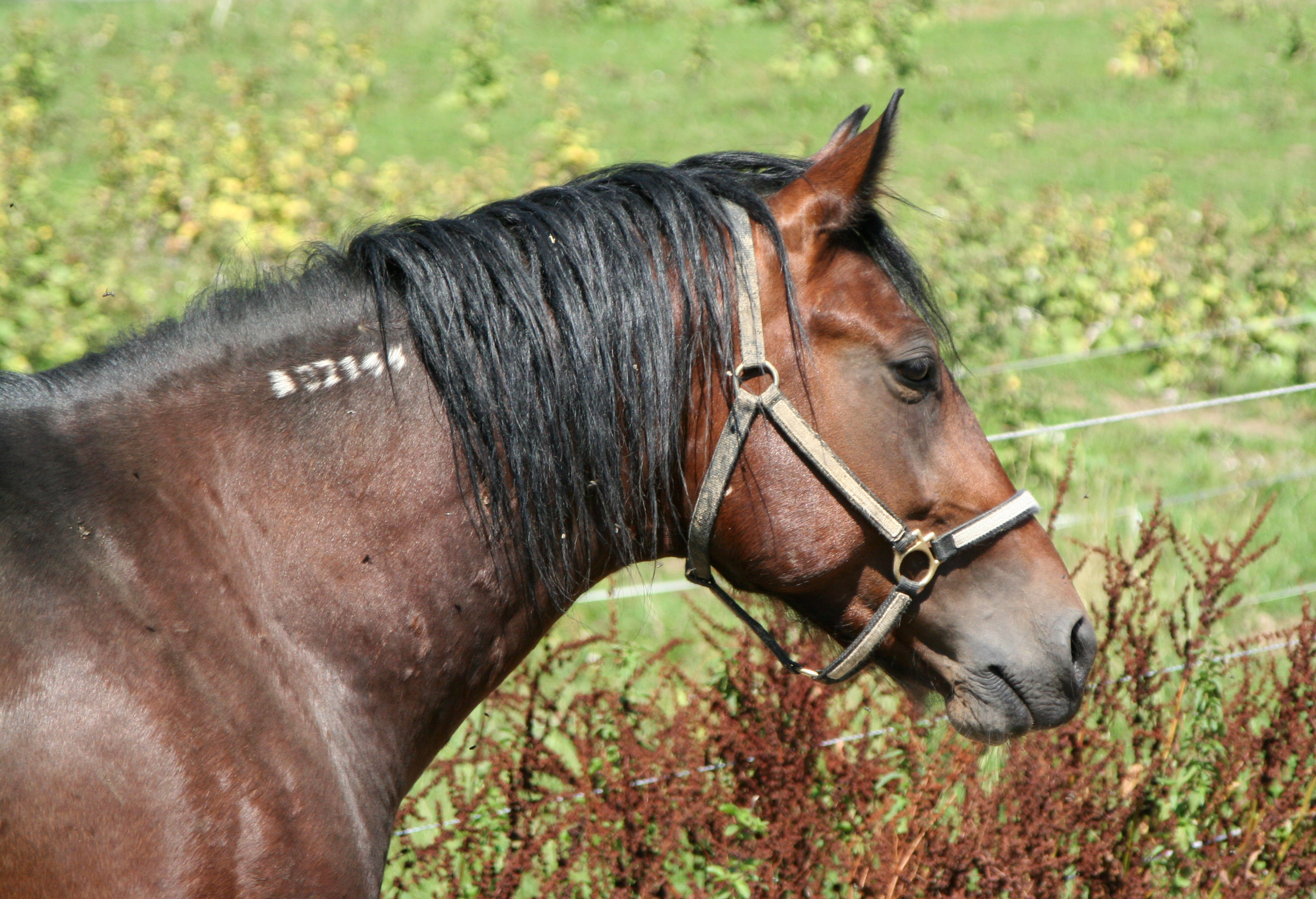
Pelatge castany
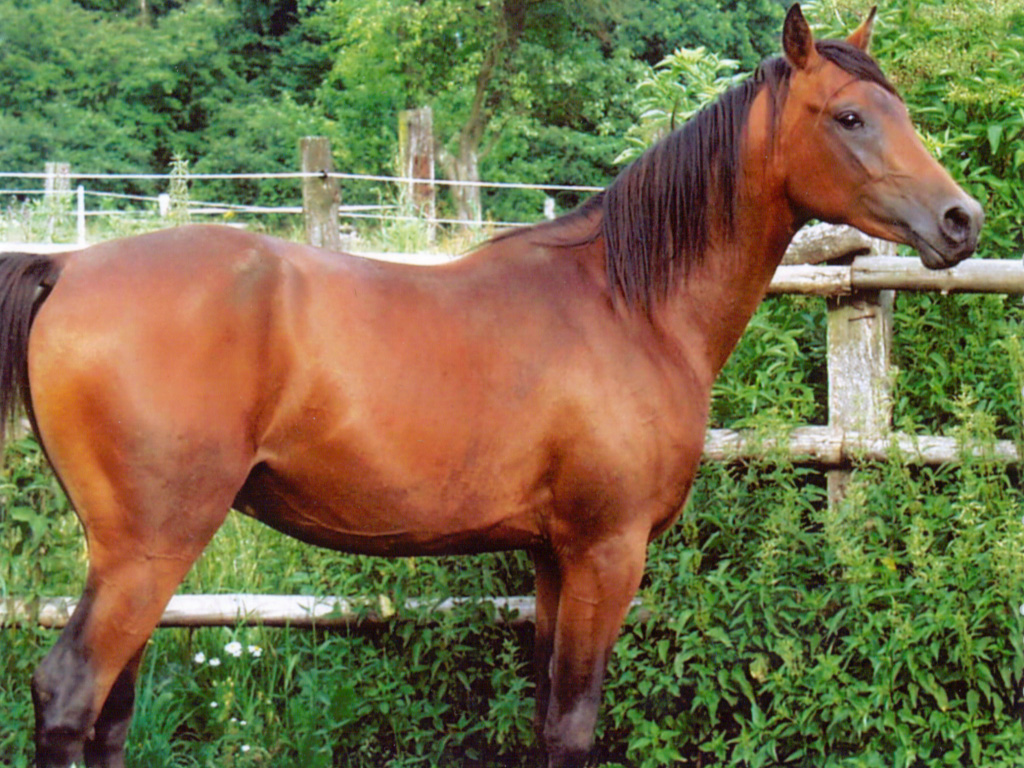
Castany encès
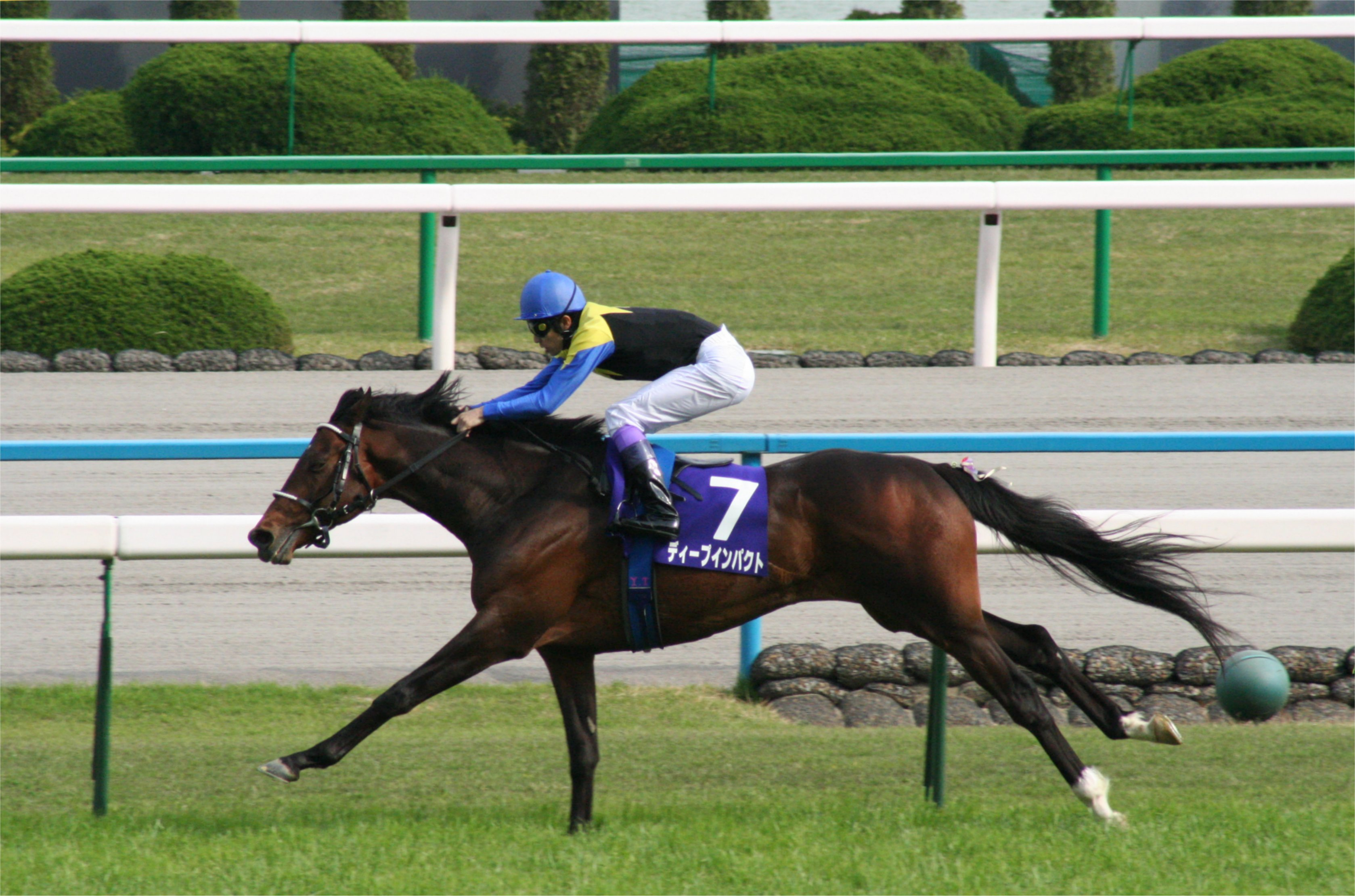
Castany molt fosc

## Marques facials i bausans
En els pelatges castanys les marques blanques acostumen a ser més petites i menys freqüents que en els pelatges alatzans.

## Pelatges amb pelatge de base castany
Les dilucions i els patrons genèrics poden actuar sobre el pelatge castany.

### Pelatges diluïts
- Dilució crema
  - Diluït crema heterozigòtic (dilució crema simple): falb-crema ("buckskin" en anglès, "bayo" en castellà). Pelatge del cos groguenc daurat, cua i crinera negres.
  - Diluït crema homozigòtic (dilució crema doble): perlí. Pèls del cos de color blanc trencat, cua i crinera més fosques (a vegades rogenques).
- Dilució dun
- Falb-dun. Pèls del cos groguencs. Cua i crinera negres. Sovint amb ratlla negra dorsal i zebradures.
- Dilució argentada.
  - Castany argentat. Pèls del cos castanys (no varien). Cua i crinera grisenques clares argentades. Zones inferiors de les potes de color negre-grisenc (per dilució del negre).
- Dilució champagne
  - Castany champagne ("Bay Champagne", "Amber Champagne" en anglès)
- Dilució pearl
  - Simple Prl prl. Aspecte de pelatge castany. Castany pearl simple. Aspecte castany.
  - Doble Prl Prl. Castany pearl homozigòtic o doble. Aspecte no documentat.

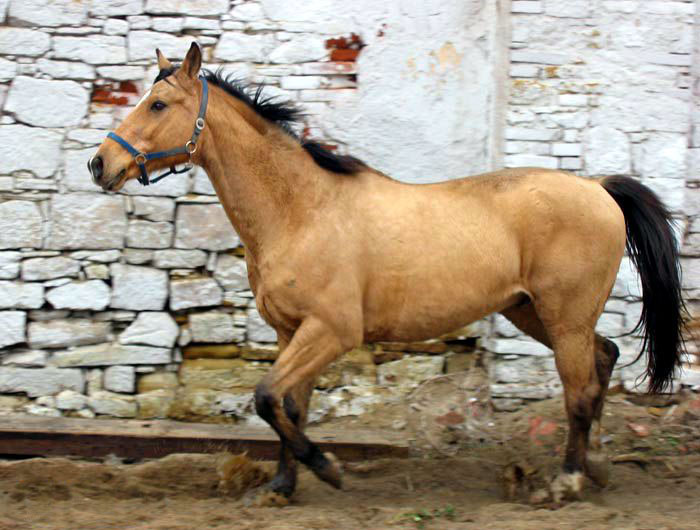
Pelatge falb-crema
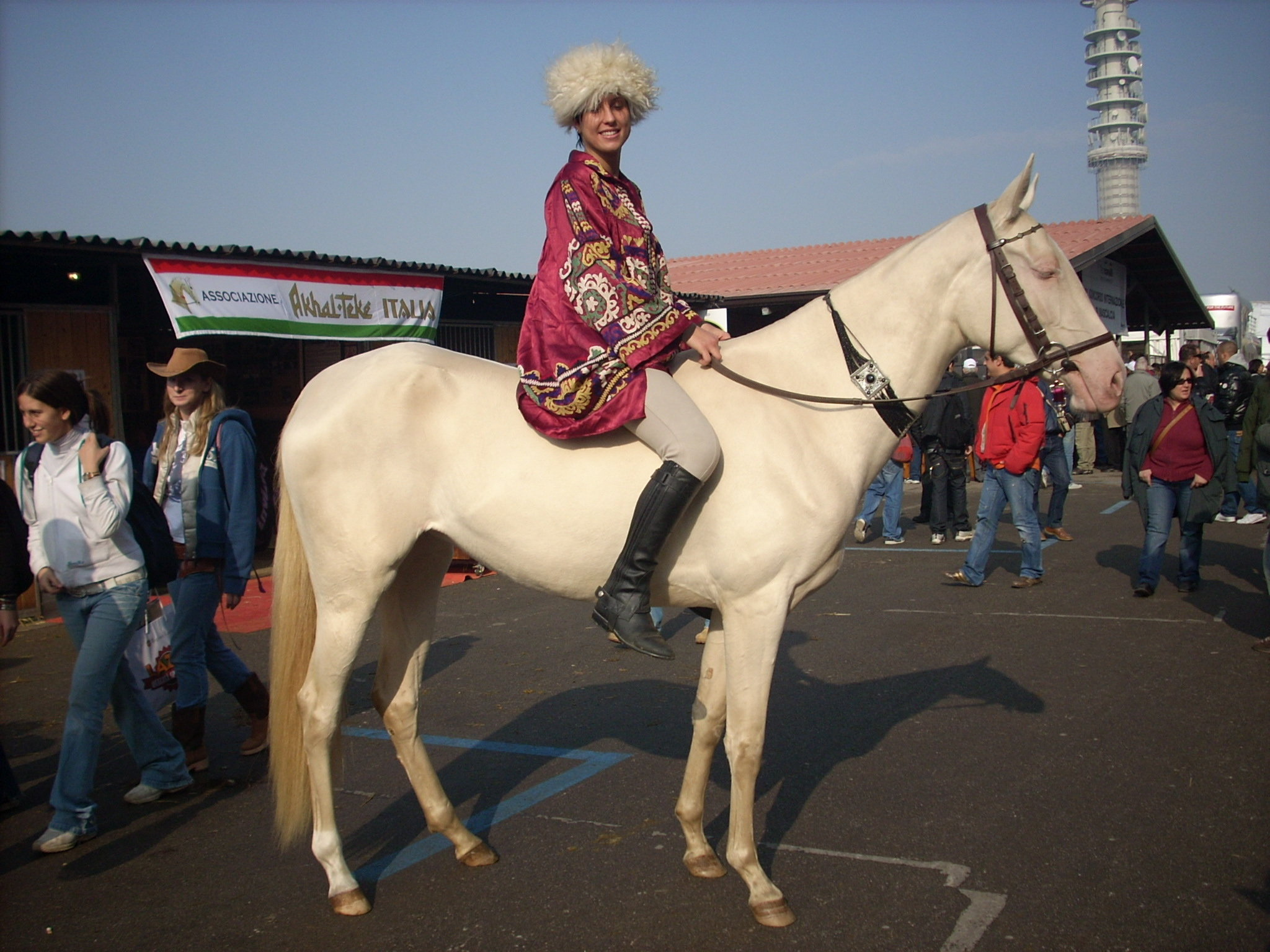
Pelatge perlí
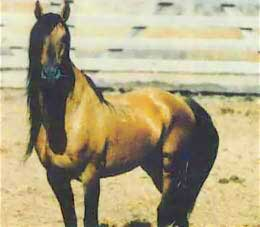
Pelatge falb-dun
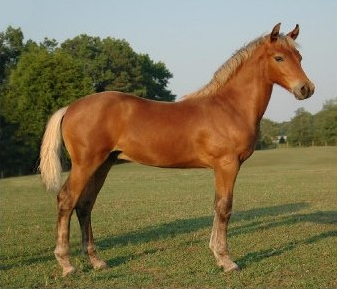
Pelatge castany argentat
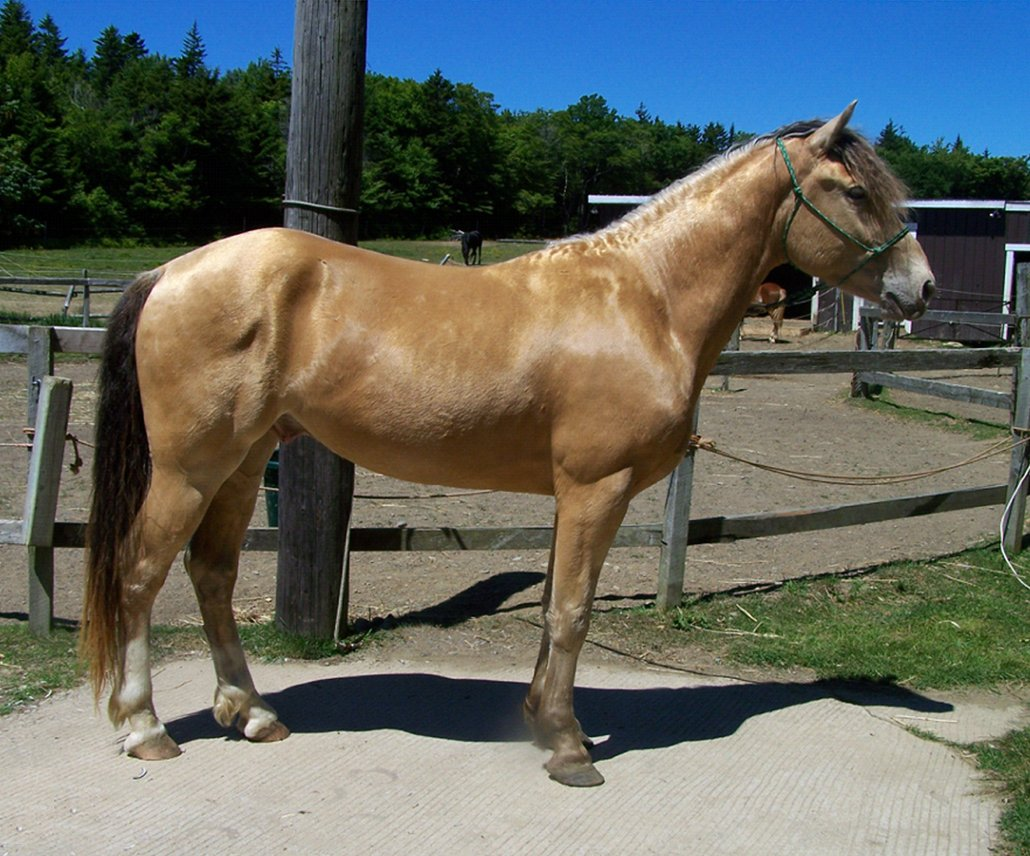
Pelatge castany champagne

### Pelatges que segueixen un patró
Cada pelatge particular pot imaginar-se com la superposició d'un patró genèric virtual damunt del pelatge de base castany. Els més importants són els següents:
- Castany overo
- Castany tobiano
- Castany sabí
- Castany esquitxat de blanc
- Castany pigat o lleopard
  - Heterozigòtic
  - Homozigòtic
- Castany ruà
- Castany liart
- Castany rabicano.

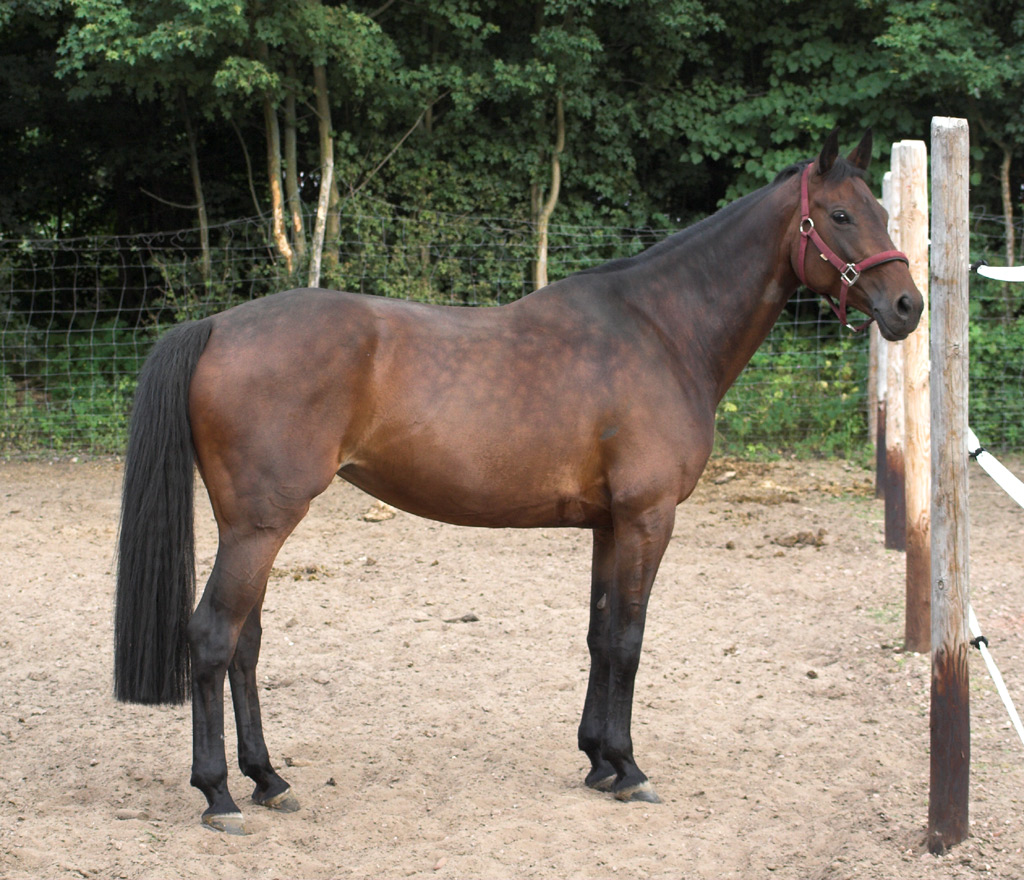
Castany rodat
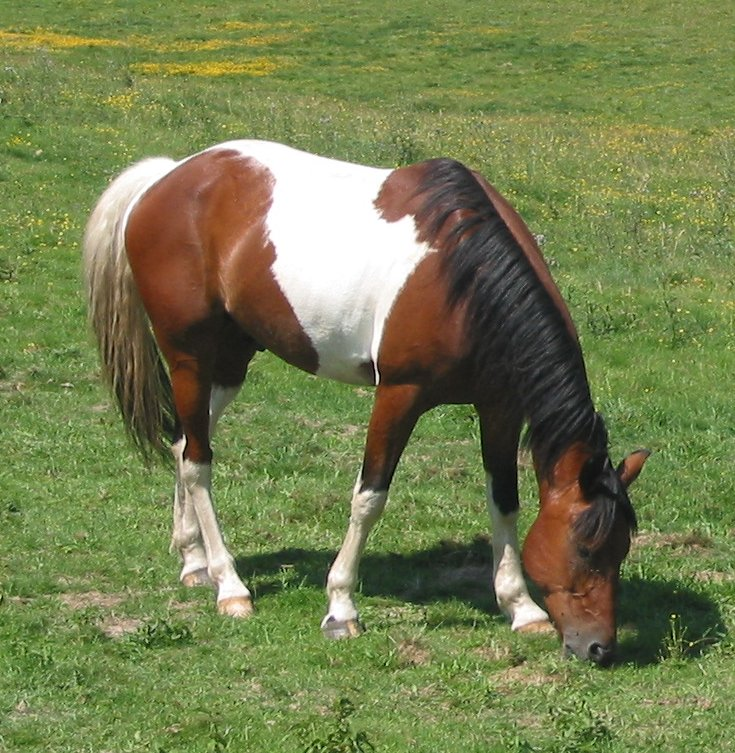
Tobiano castany
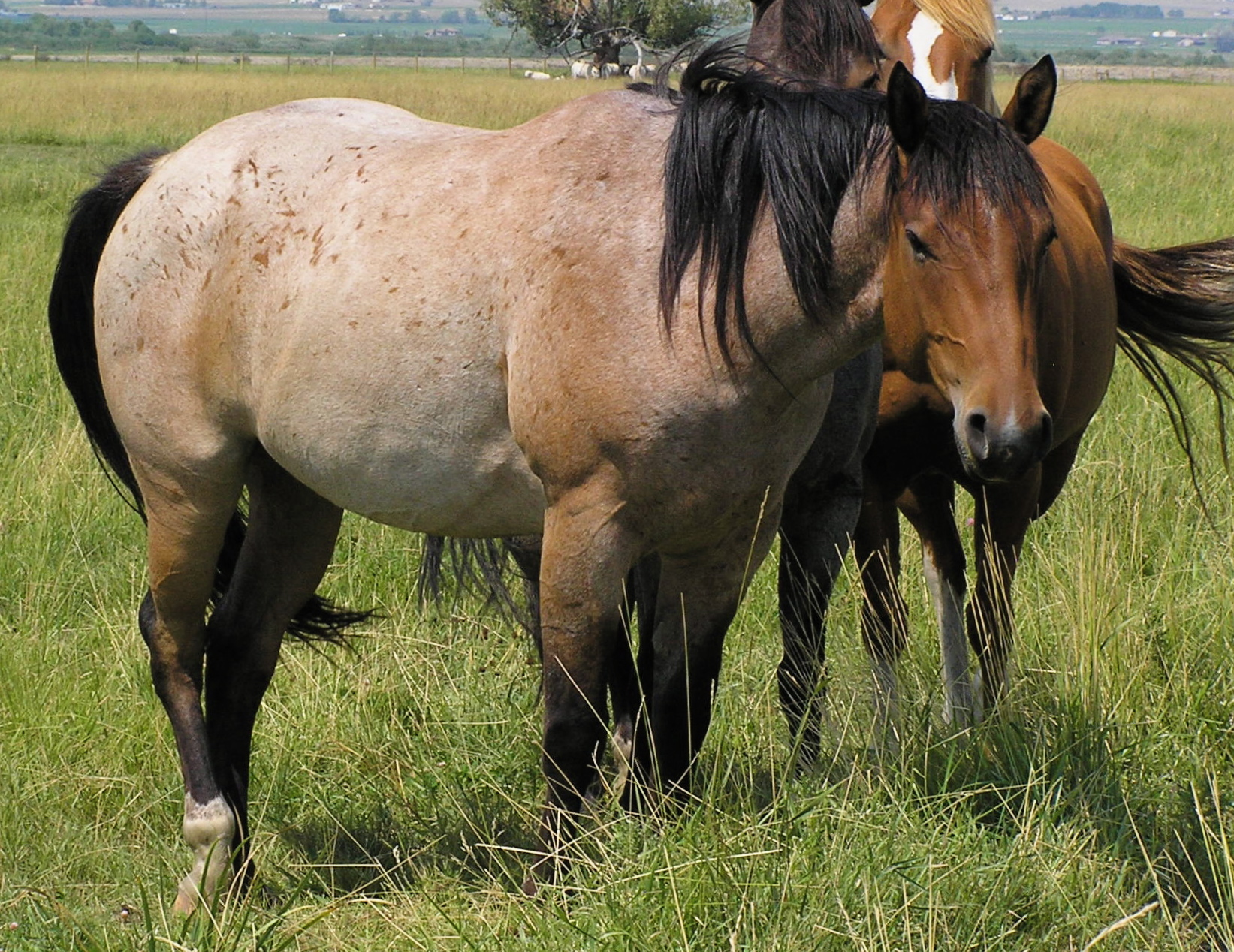
Ruà castany amb marques de moresc
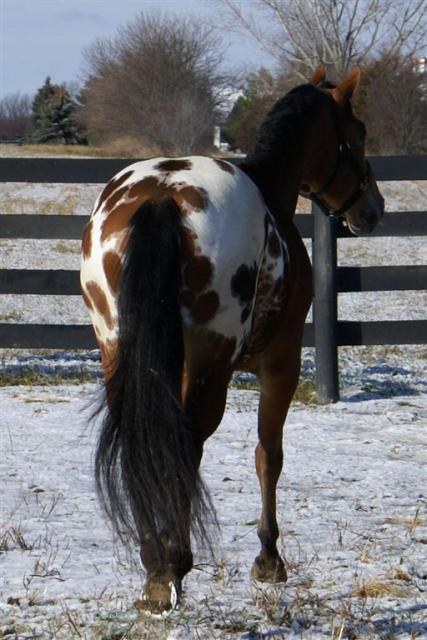
Castany pigat o castany lleopard
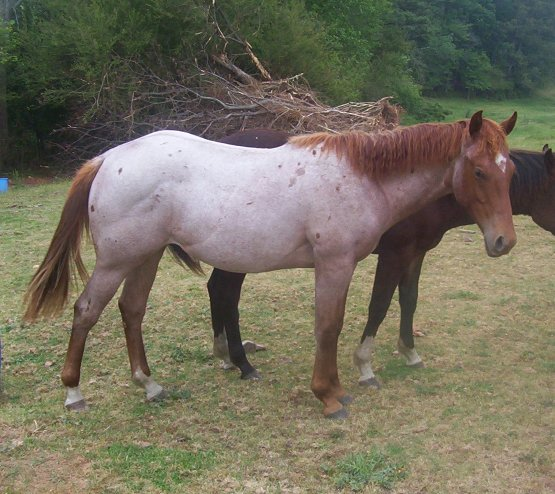
Roig ruà amb marques Bend-Or
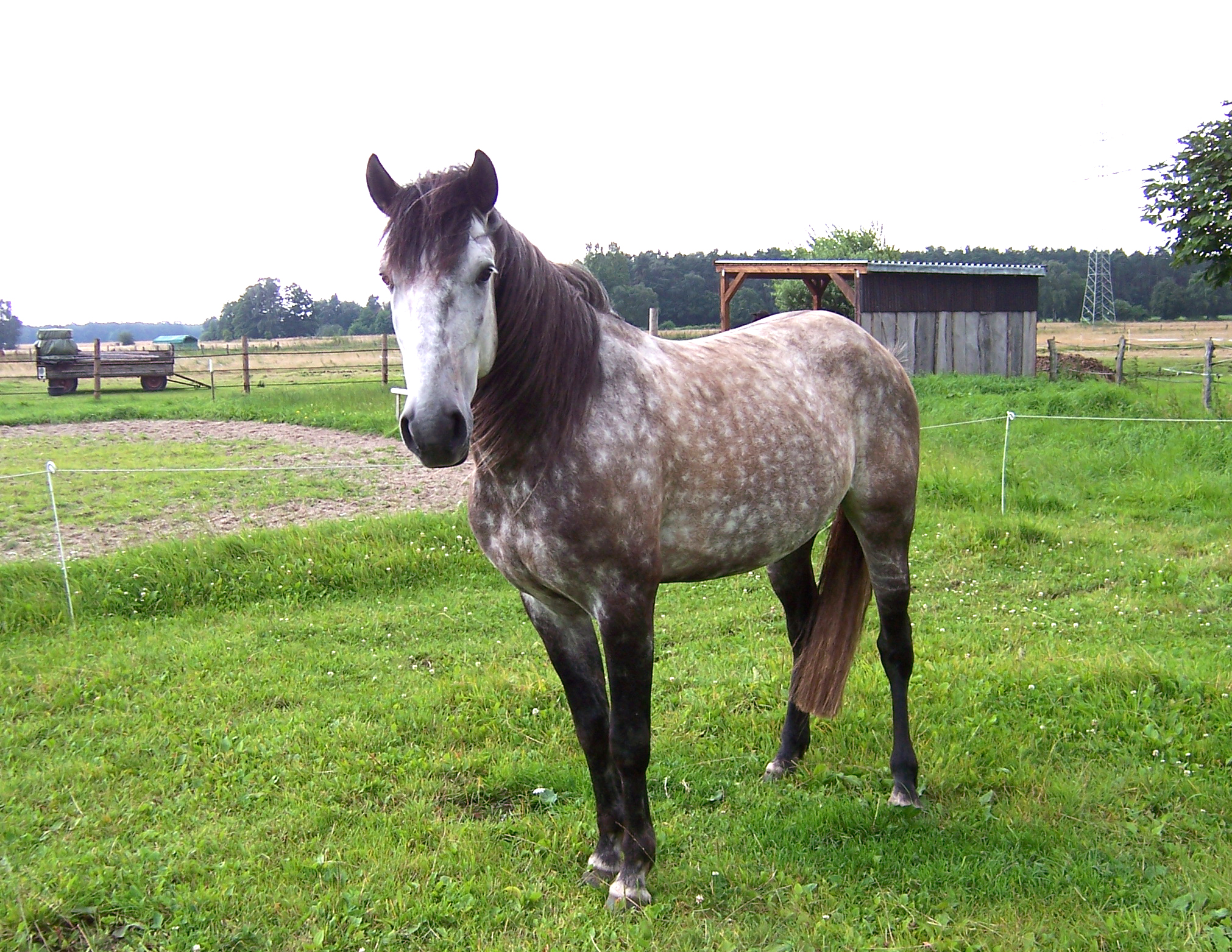
Castany liart en fase rodada

## Races
Els pelatges castanys estan presents en moltes races de cavalls. Una de les més conegudes és la dels cavalls Cleveland Bay, els bais o castanys de Cleveland.

## Cavalls castanys famosos
L'antiga literatura índia en sànscrit parla de cavalls castanys com a muntures d'algunes deïtats o enganxats als seus carros.
 Un altre document indi parla de cavalls castanys "amb taques negres". Un pelatge molt rar de causes desconegudes que encara s'estudia en l'actualitat.
Segons algunes interpretacions, els cavalls de Diomedes (vencedors en la cursa de carros en honor de Pàtrocle en la Ilíada d'Homer) eren de pelatge castany ("fóinix")
Per l'obra de Píndar se sap que eren de pelatge bai els quatre cavalls de Cirene, en aquest cas reals, que donaren la victòria a la quadriga d'Arcesilau IV en els Jocs Pitis el 466 aC. Fou una cursa molt accidentada en la que quaranta quadrigues bolcaren o es desballestaren en plena acció.
En la mitologia dels indis americans d'algunes tribus un cavall de pelatge castany es considera màgic. Un exemple és el d'una llegenda Lakota.
Entre els cavalls de raça Pura sang de pelatge bai o castany hi ha els cavalls Seabiscuit, Citation, Ribot, Furioso,...
Segons una tradició centenària de l'Escola Espanyola de Viena un dels estalons no és liart com la resta de cavalls Lipizzans de la fundació, sinó que és de pelatge castany fosc (o negre).